# Национальный парк имени Александра Гумбольдта
Национальный парк имени Александра Гумбольдта (исп. Parque Nacional Alejandro de Humboldt) — национальный парк в восточной части острова Куба в провинциях Ольгин и Гуантанамо.
Получил своё имя в честь немецкого учёного Александра фон Гумбольдта, посетившего остров в 1800 и 1801 годах. В 2001 году Национальный парк имени Александра Гумбольдта был включён в список Всемирного наследия ЮНЕСКО, чем были отмечены его незаурядные размеры, перепады высот, ландшафтное разнообразные и многочисленные эндемические виды произрастающих растений и обитающих животных на его территории. На площади в 71 140 гектаров (68 890 га наземных и 2250 га морских экосистем) национальный парк объединяет все наиболее значимые ландшафтные элементы и экосистемы своего региона начиная от мангровых до рифовых. В национальном парке проводятся экскурсии для туристов.